# Вероника Кембъл-Браун
Вероника Кембъл-Браун е ямайска бегачка, осемкратен олимпийски медалист.

## Биография
Родена е на 15 май 1982 г.
Първата ѝ голяма изява е на Световното първенство за юноши в Анси през 1998 г., където завършва на шесто място.
През 2004 г. става олимпийска шампионка на 200 метра дължина, като изпреварва конкурентката си Алисън Феликс. На следващата година завършва втора на Световното първенство по лека атлетика в Хелзинки.
През 2008 г. състезателката печели олимпийската титла на 200 метра в Пекин с рекордните 21,74 секунди. Три години по-късно Вероника си извоюва титлата световен шампион в Даегу и световен шампион на 60 метра в зала в Истанбул.

## Противоречия
През май 2013 г. Вероника Кембъл-Браун е хваната с допинг. Това я лишава от правото да участва в бъдещи срещи, включително и на Световното първенство същата година.